# Schuettea woodwardi
Schuettea woodwardi är en fiskart som först beskrevs av Waite, 1905.  Schuettea woodwardi ingår i släktet Schuettea och familjen Monodactylidae. Inga underarter finns listade i Catalogue of Life.